# اچ‌ام‌اس لک‌لک (۱۷۹۶)
اچ‌ام‌اس لک‌لک (۱۷۹۶) (به انگلیسی: HMS Stork (1796)) یک کشتی است که طول آن ۱۰۸ فوت ۴ اینچ (۳۳٫۰ متر) می‌باشد. این کشتی در سال ۱۷۹۶ ساخته شد.